# ایالت ایدالگو
ایدالگو(به اسپانیایی: Hidalgo) یکی از ۳۱ ایالت مکزیک است.

## جغرافیا
۸۴ زیرمجموعه دارد و مرکز آن پاچوکا است.
این ایالت در خاور مکزیک واقع است.. ایدالگو با سان لوئیس پوتوسی و وراکروس از شمال، پوئبلا از خاور، تلاسکالا از جنوب و کرتارو از باختر مرز دارد.

## تاریخچه
در سال ۱۸۶۹ بنیتو خوارس این ایالت را بنیان نهاد. نام این ایالت برگرفته از میگل ایدالگو یکی از مبارزان استقلال مکزیک است.

## محیط زیست
این ایالت‌های جاذبه‌های طبیعت‌گردی مانند چشمه آب گرم دارد.

## نگارخانه

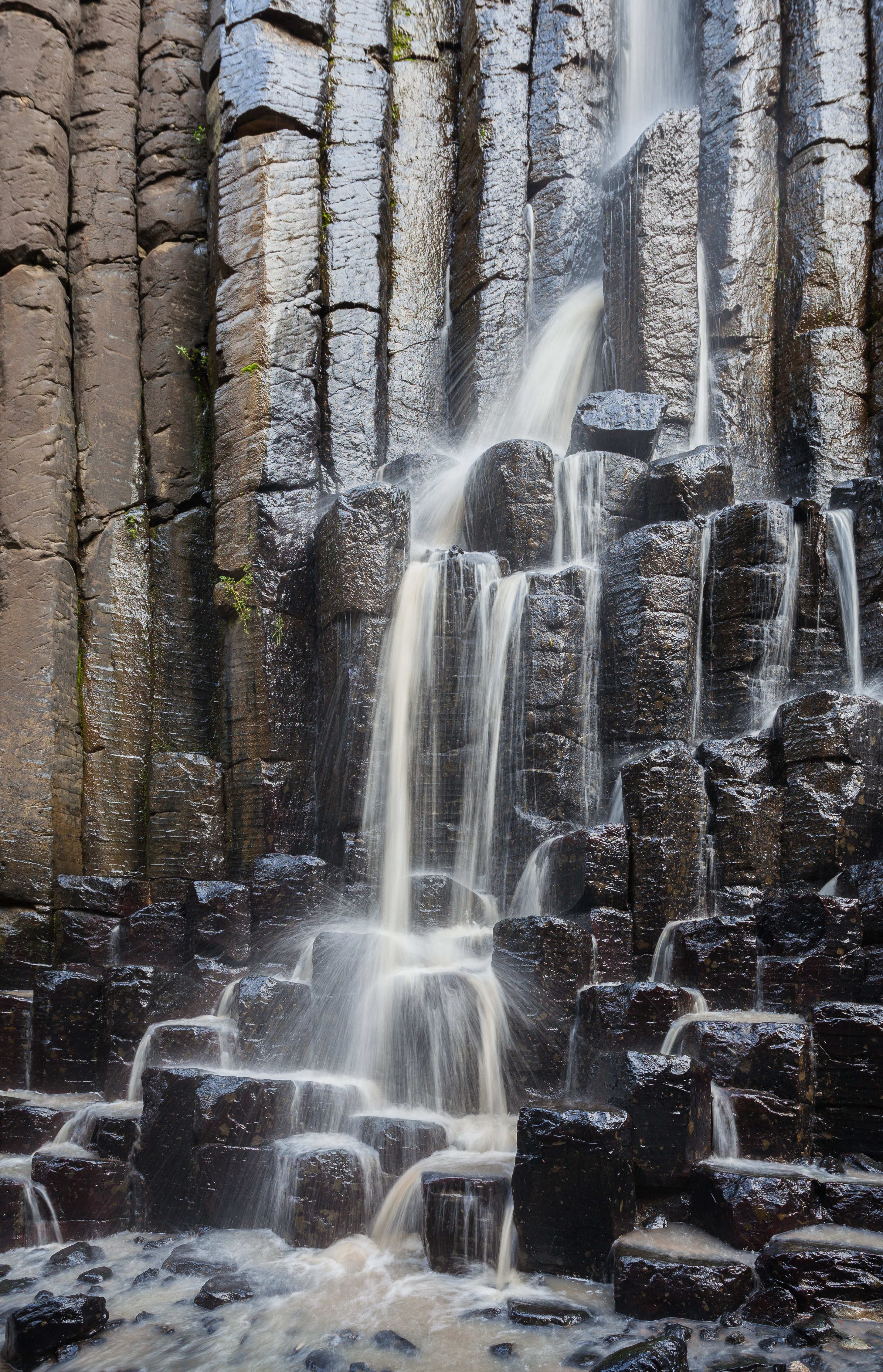
آبشار زیبایی در اطراف ایدالگو